# Monasterio de la Santísima Trinidad (Hebrón)
El Monasterio de la Santísima Trinidad (en árabe: كنيسة المسكوبية; en ruso: Монастырь Святой Троицы) es un monasterio ortodoxo ruso exclusivo para hombres. Se encuentra bajo la jurisdicción de la Iglesia Ortodoxa Rusa en la localidad Hebrón (Palestina) en el lado oeste del Jordán.
El monasterio está situado en un terreno adquirido en el siglo XIX por el Archimandrita Antonin para la Misión Ortodoxa Rusa en Jerusalén. Estuvo bajo la jurisdicción de la Iglesia Ortodoxa Rusa Fuera de Rusia (desde 2007 está incluida en la Iglesia ortodoxa de Rusia) desde 1922 hasta 1997, cuando pasó bajo la autoridad del Patriarcado de Moscú.
La iglesia del monasterio fue consagrada en 1925 y dedicada a los santos patriarcas, al sur del altar a la Santísima Trinidad y el altar al norte de San Nicolás. Un hotel fue construido al lado para los peregrinos.